# Fractură
Fractură înseamnă întreruperea continuității unui os.
Cel mai des survine în urma unui traumatism; uneori survine în lipsa unui traumatism semnificativ, dacă osul respectiv este afectat de un proces patologic, cum ar fi osteoporoza, o infecție sau o tumoră.
Clasificarea fracturilor se poate face după mai multe criterii.
- În functie de aspectul pielii, deosebim: fracturi închise (piele intactă) și fracturi deschise.
- Dacă luăm în considerare numărul locurilor pe os în care s-a produs fractura: fractură simpla (osul s-a rupt într-un singur loc, deci au rezultat doua segmente), și fractură cominutivă (au rezultat trei sau mai multe segmente).
- Fractura în lemn verde este specifică copiilor, la care oasele sunt mai elastice chiar la forțe mari, și osul nu se rupe ci apare o fisură de-a lungul lui.